# 川崎重工C151型電力動車組
川崎重工C151型電力動車組是新加坡地鐵目前正在使用的四種車輛系統之一，共有66組列車，每組列車由6個車廂組成，為SMRT地鐵有限公司所擁有，於1987年開始使用，在南北線和東西線上運行。

## 歷史
為配合新加坡地鐵開建，MRTC公司（今SMRT）於1983年就本型列車的製造合約招標，入標者包括AESA公司-勝科海事聯營、猛獅集團-AEG-西門子-勃朗-包維利股份公司聯營、川崎重工業為首財團、阿爾斯通-Francorail-SOFRETU公司-新科工程聯營、龐巴迪運輸為首財團，以及都城嘉慕-新科工程聯營6家財團。原先，MRTC公司屬意都城嘉慕-新科工程方案（香港地鐵市區線列車第三軌供電版本，動力系統預計判給予英國通用電氣），但因受都城嘉慕製造倫敦地鐵1983型列車工程失誤事件影響，最後改為由川崎中標。列車合約於1984年批出，共400卡（150卡共25列行走南北線，246卡共41列行走東西線，另有4卡為解款用列車），總值新加坡元5億8150萬元。
車輛在1986年至1989年之間共分3批生產，這3批之間並沒有任何規格的差異；車輛分別由川崎重工業、日本車輛製造、東急車輛及近畿車輛製造。本型列車車身設計仿傚香港地鐵市區線列車，但車門改為日本式佈局，即每側4組、採用較闊窗戶。另外，本型車的機電配套廠商組合與較早批次的香港地鐵市區線列車大致相同，但改為使用與香港地鐵港島線批次列車相似的三菱電機動力系統（唯走行音較香港地鐵港島線批次列車明顯、尖銳），而該等產品耗電較香港地鐵較早批次列車採用的英國通用電氣製動力系統少約一半。
首套列車模型於1984年運抵新加坡，並向公眾公開展示；而首列列車3001/3002編組則於1986年7月8日運抵碧山車廠，而所有列車均由東方海皇航運承運。
目前車輛已於2006年至2008年末間完成第一次現代化工程，將車箱座位、冷氣系統及車身設計更換。在第一次現代化工程中，四节解款用列車未有翻新，隨後於2007年交予新加坡武裝部隊作軍事訓練車輛之用，目前存放於波揚蓄水池附近的軍營。
而第2次現代化工程涉及將現有動力系統更換為磁浮電動機連IGBT-VVVF，以及安裝新訊號系統-SelTrac CBTC的機件。在2015年，首兩列列車的改裝工程完成；本來此工程將於2018年完工，但隨著陸路交通管理局分別於2016年8月宣佈購入川崎重工業-中車四方C151C電力動車組取代本型列車，在完成3025/3026、3055/3056、3065/3066、3109/3110及3131/3132編組列車的改裝工作後，第2次現代化工程正式腰斬， 陸路交通管理局更於2018年7月於社交平台宣佈向龐巴迪訂購66列型號代號R151型的Movia電動列車；此款列車由2020年6月起逐步退役，預計2025年第三季全數退役。

## 列車編組
列車以6卡為一列（除解款車為4卡一列），以3-1-2-2-1-3形式排列。當中，3-1-2為一組，2-1-3亦為一組。調卡時，都會整組調走。
| 3XXX駕駛拖車（DT） | O | X | X | 132 | X |
| 1XXX動力車廂（M1） | X | O | O | 132 | X |
| 2XXX動力車廂（M2） | X | O | O | 132 | O |

而在本型列車中，各廠商生產的編組如下：
- 3001/3002-3019/3020及一列四車組（第一批），3051/3052-3061/3062（第二批），以及3093/3094-3101/3102（第三批）編組由川崎重工業生產，共22列。
- 3021/3022-3029/3030（第一批）, 3063/3064-3071/3072（第二批）, 以及3103/3104-3111/3112（第三批）編組由近畿車輛生產，共15列。
- 3031/3032-3039/3040（第一批）, 3073/3074-3081/3082（第二批）, 以及3113/3114-3121/3122（第三批）編組由日本車輛製造生產，共15列。
- 3041/3042-3049/3050（第一批）, 3083/3084-3091/3092（第二批）, 以及3123/3124-3131/3132（第三批）編組由東急車輛生產，共15列。

以下為各路線車輛配屬：

## C151列車編組
| | 南北線及東西線的組合 (66列) |  |
| |                             |  |
| |                             |  |
| - 3001-1001-2001+2002-1002-3002 - 3003-1003-2003+2004-1004-3004 - 3005-1005-2005+2006-1006-3006 - 3007-1007-2007+2008-1008-3008 - 3009-1009-2009+2010-1010-3010 - 3011-1011-2011+2012-1012-3012 - 3013-1013-2013+2014-1014-3014 - 3015-1015-2015+2016-1016-3016 - 3017-1017-2017+2018-1018-3018 - 3019-1019-2019+2020-1020-3020 - 3021-1021-2021+2022-1022-3022 - 3023-1023-2023+2024-1024-3024 - 3025-1025-2025+2026-1026-3026 - 3027-1027-2027+2028-1028-3028 - 3029-1029-2029+2030-1030-3030 - 3031-1031-2031+2032-1032-3032 - 3033-1033-2033+2034-1034-3034 - 3035-1035-2035+2036-1036-3036 - 3037-1037-2037+2038-1038-3038 - 3039-1039-2039+2040-1040-3040 - 3041-1041-2041+2042-1042-3042 - 3043-1043-2043+2044-1044-3044 - 3045-1045-2045+2046-1046-3046 - 3047-1047-2047+2048-1048-3048 - 3049-1049-2049+2050-1050-3050 - 3051-1051-2051+2052-1052-3052 - 3053-1053-2053+2054-1054-3054 - 3055-1055-2055+2056-1056-3056 - 3057-1057-2057+2058-1058-3058 - 3059-1059-2059+2060-1060-3060 - 3061-1061-2061+2062-1062-3062 - 3063-1063-2063+2064-1064-3064 - 3065-1065-2065+2066-1066-3066 - 3067-1067-2067+2068-1068-3068 - 3069-1069-2069+2070-1070-3070 - 3071-1071-2071+2072-1072-3072 - 3073-1073-2073+2074-1074-3074 - 3075-1075-2075+2076-1076-3076 - 3077-1077-2077+2078-1078-3078 - 3079-1079-2079+2080-1080-3080 - 3081-1081-2081+2082-1082-3082 - 3083-1083-2083+2084-1084-3084 - 3085-1085-2085+2086-1086-3086 - 3087-1087-2087+2088-1088-3088 - 3089-1089-2089+2090-1090-3090 - 3091-1091-2091+2092-1092-3092 - 3093-1093-2093+2094-1094-3094 - 3095-1095-2095+2096-1096-3096 - 3097-1097-2097+2098-1098-3098 - 3099-1099-2099+2100-1100-3100 - 3101-1101-2101+2102-1102-3102 - 3103-1103-2103+2104-1104-3104 - 3105-1105-2105+2106-1106-3106 - 3107-1107-2107+2108-1108-3108 - 3109-1109-2109+2110-1110-3110 - 3111-1111-2111+2112-1112-3112 - 3113-1113-2113+2114-1114-3114 - 3115-1115-2115+2116-1116-3116 - 3117-1117-2117+2118-1118-3118 - 3119-1119-2119+2120-1120-3120 - 3121-1121-2121+2122-1122-3122 - 3123-1123-2123+2124-1124-3124 - 3125-1125-2125+2126-1126-3126 - 3127-1127-2127+2128-1128-3128 - 3129-1129-2129+2130-1130-3130 - 3131-1131-2131+2132-1132-3132 其餘為C651、C751B、C151A、C151B及C151C列車，配屬編組不詳 備註 - 加上刪除線車卡編號代表已退役列車。 - 紅色車卡編號代表川崎重工業生產的列車。 - 紫紅色粗體車卡編號代表已更換動力系統、由川崎重工業生產的列車。 - 藍色車卡編號代表近畿車輛生產的列車。 - 天藍色粗體車卡編號代表已更換動力系統、由近畿車輛生產的列車。 - 綠色車卡編號代表日本車輛製造生產的列車。 - 橙黃色車卡編號代表東急車輛生產的列車。 - 黃色粗體車卡編號代表已更換動力系統、由東急車輛生產的列車。 |                             |  |

## 外部連結
川崎重工業產品介紹 （日語）